# Dijambus
Der Dijambus (altgriechisch διῖαμβος diiambos, lateinisch diiambus) ist in der antiken Verslehre ein viergliedriger Versfuß nach dem Schema
◡—◡—
Der Name „doppelter Jambus“ bezieht sich darauf, dass er der jambischen Dipodie und damit dem jambischen Metron entspricht.